# Apocalypse Please
Singles de Muse
Sing for Absolution
(2004) Butterflies & Hurricanes
(2004)
Pistes de Absolution
Intro
(1) Time Is Running Out
(3)
Apocalypse Please, également connu sous le titre Emergency, est un single du groupe britannique Muse, cinquième extrait de leur album Absolution, dont 70 % des recettes est reversé à Oxfam International. Cependant, alors que les précédents extraits sont les pistes studios présentes sur l'album, la version d'Apocalypse Please qui est mise en vente provient d'un live de 2004, à Glastonbury. La chanson atteint la dixième place du UK Official Download Chart en septembre 2004.

## Développement
Le morceau est d'abord enregistré avec un orchestre entier, mais, « alors que les autres chansons sonnaient vraiment bien avec des cordes, celle-ci ne fonctionnait pas. » Finalement, la chanson est réenregistrée d'une manière plus simpliste, la présence de l'orchestre étant tout simplement « de trop[réf. nécessaire]. » Cependant, le producteur Costey souhaitait que l'intro, basée sur le seul son des toms de batterie, sonne « d'une grandiloquence aussi ridicule que possible. » Pour ce faire, l'enregistrement se déroula dans la piscine du studio : « Nous avons relié le tom à un ampli basse fréquence "NS10" pour obtenir ce son lancinant, bien lourd, alors que des micros d'ambiance avaient été disséminés dans l'enceinte du lieu. [...] Finalement, moi et mon ingénieur Wally avons ordonné tout ça pour que Dominic puisse jouer debout dans l'eau, juste parce que ça le faisait. »
En 2005, Apocalypse Please est présenté sur l'album vidéo live Absolution Tour ; en 2008, il est présenté sur l'édition en DVD de l'album live HAARP.

## Liste des titres
| 1. | Apocalypse Please (live) | 4 min 48 s |